# تجمع يصوق (المحفد)

تعديل مصدري - تعديل

تجمع يصوق هو "تجمع بدوي" في  عزلة المحفد بمديرية المحفد التابعة لمحافظة أبين، بلغ تعداد سكانها 62 نسمة حسب تعداد اليمن لعام 2004.